# Джонатан Ерлих
Джонатан Ерлих (на иврит יונתן דאריו "יוני" ארליך) е професионален тенисист от Израел, роден на 5 април 1977 г. в Буенос Айрес, Аржентина.
Ерлих е професионален тенисист от 1996 г. Играч на двойки.
В турнирите от големия шлем е печелил на Откритото първенство на Австралия през 2008 година.